# Rayonstein

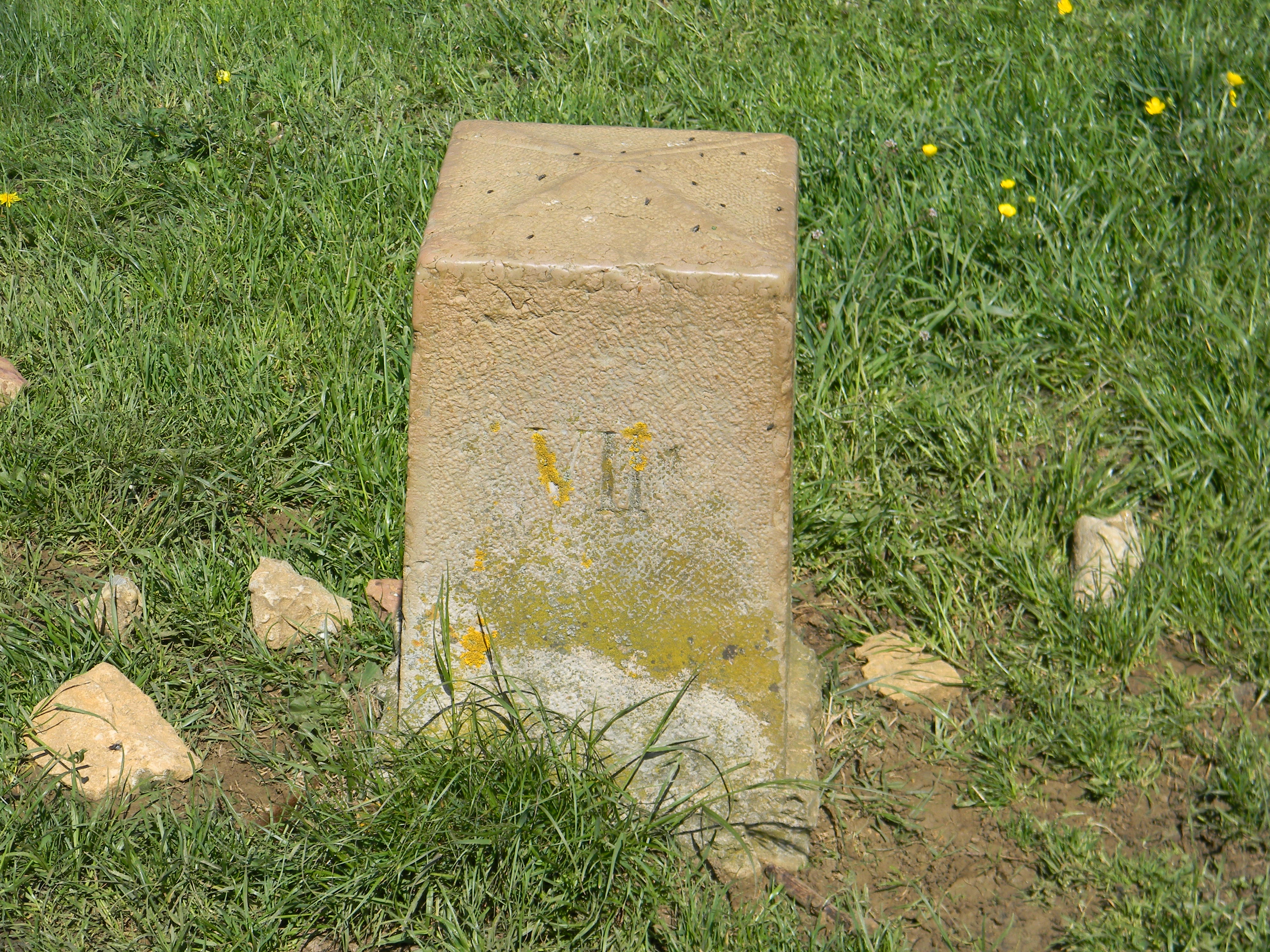
Rayonstein bei der Festung Verdun

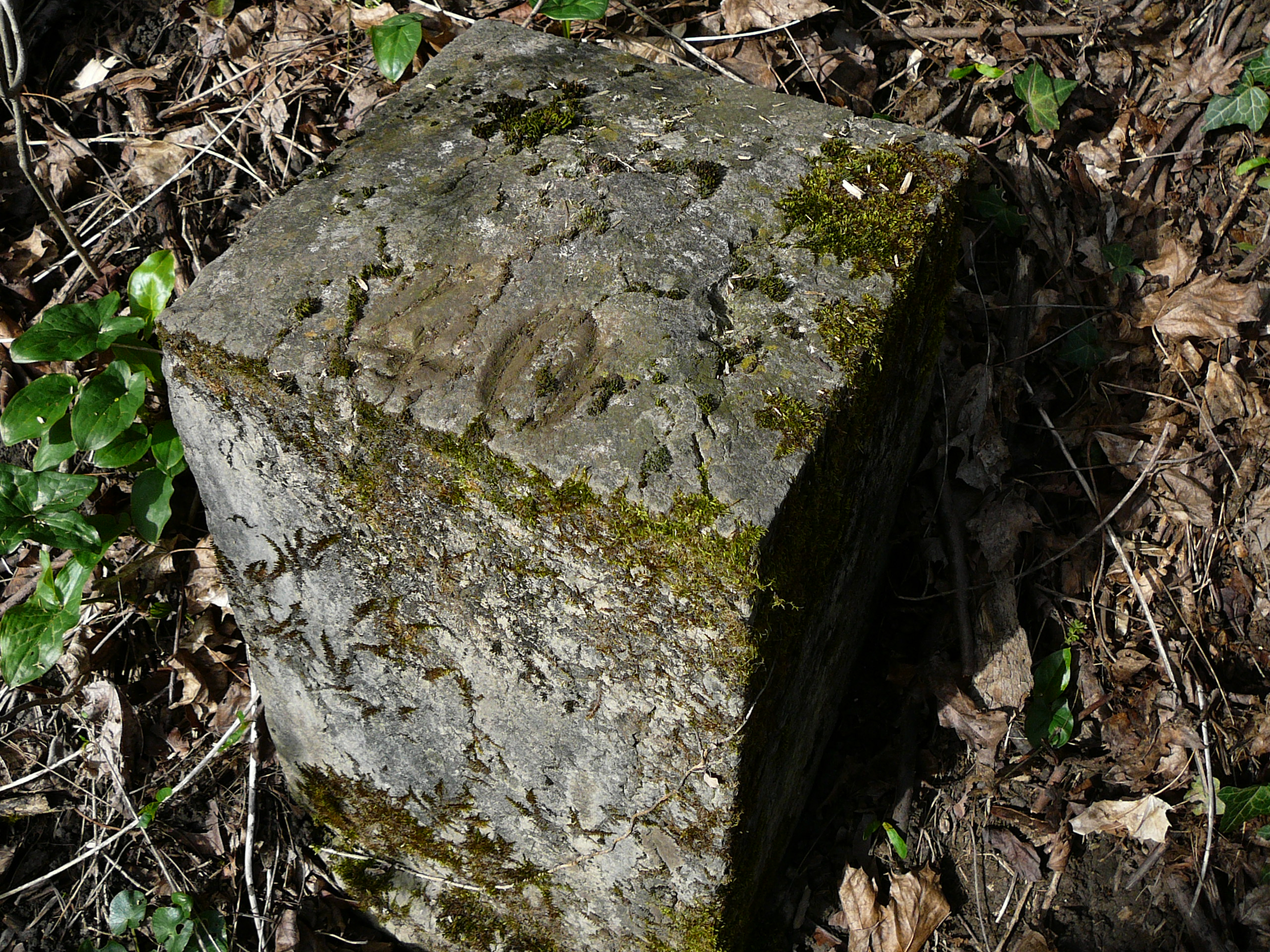
Rayonstein Nr. 40 bei der Festung Loyasse bei Lyon

Rayonsteine sind Grenzsteine der ehemaligen Festungsrayons um Städte. Das Wort „Rayon“ kommt aus dem Französischen und bedeutet so viel wie Umkreis oder Bereich. Mit diesen Grenzsteinen wurden verschiedene Bereiche eines Forts abgesteckt. Das Setzen der Rayonsteine einer Festung nannte man zusammengefasst auch „Absteinung“.

## Gesetzliche Verwendung
Im Gesetz, betreffend die Beschränkungen des Grundeigenthums in der Umgebung von Festungen  des Deutschen Reiches vom 21. Dezember 1871 ist in § 8 festgelegt: „Bei Neu-Anlage von Befestigungen werden die […] Rayons […] abgesteckt und durch feste Marken (Rayonsteine) bezeichnet.“

## Heutige Situation
Durch Waldarbeiten, Neubebauung oder Diebstahl findet man heute nur noch selten solche Steine. Die noch vorhandenen Steine sind meist im Erdreich versunken. Die ungefähren Maße eines Rayonsteins betragen 20 cm × 20 cm × 80 cm. Im Umfeld der Festung Köln konnten beispielsweise über 1200 Rayonsteine festgestellt werden.